# LIVE TOUR 2017「星」〜あの・・星に願いを込めたんですケド。〜
『LIVE TOUR 2017「星」〜あの・・星に願いを込めたんですケド。〜』（LIVE TOUR 2017「ほし」〜あの・・ほしにねがいをこめたんですケド。〜）は、遊助が2017年に行ったホールツアータイトル。また、このライブを収録したDVDとBlu-ray Discが、2017年12月20日にソニー・ミュージックレコーズから同時発売された。

## 概要
前回のツアー『LIVE TOUR 2016 遊助祭 「海」 〜あの・・遊宮城にきちゃったんですケド。〜』からおよそ1年ぶりのツアーとなった。この年は22公演行われた。

## 日程
- 7月12日(水)、オリンパスホール八王子
- 7月16日(日)、神戸国際会館こくさいホール
- 7月17日(月)、神戸国際会館こくさいホール
- 7月22日(土)、名古屋国際会議場 センチュリーホール
- 7月23日(日)、名古屋国際会議場 センチュリーホール
- 7月28日(金)、東京国際フォーラム ホールA
- 7月30日(日)、アクトシティ浜松 大ホール
- 8月6日(日)、パシフィコ横浜 国立大ホール
- 8月11日(金)、福岡サンパレス
- 8月12日(土)、福岡サンパレス
- 8月19日(土)、本多の森ホール
- 8月26日(土)、オリックス劇場
- 8月27日(日)、オリックス劇場
- 9月3日(日)、仙台サンプラザ ホール
- 9月5日(火)、よこすか芸術劇場
- 9月6日(水)、よこすか芸術劇場
- 9月9日(土)、広島文化学園HBGホール
- 9月16日(土)、大宮ソニックシティ 大ホール
- 9月17日(日)、大宮ソニックシティ 大ホール
- 9月23日(土)、オリックス劇場
- 9月24日(日)、オリックス劇場
- 9月29日(金)、東京国際フォーラム ホールA

## DVD
2017年9月6日に行われた、遊助の地元、よこすか芸術劇場での模様を収録。
「LIVE TOUR 2016 遊助祭 「海」 〜あの・・遊宮城にきちゃったんですケド。〜」以来となる約1年ぶりのライブDVDである。
初回仕様は、キラキラパッケージ仕様、トレーディングカード(全4種のうち1種ランダム)が封入されている。

### 収録内容
1. OPENING
2. M-1 KNIGHT
3. M-2 V
4. M-3 Hi My Honey
5. M-4 いちょう
6. M-5 Brother
7. M-6 ブリキ
8. M-7 流れ
9. M-8 檸檬
10. M-9 君のド真ん中
11. DANCE SHOW CASE
12. M-10 That Love
13. M-11 俺なりのラブソング
14. M-12 Sexy Lady
15. 遊助Drums
16. M-13 其の拳
17. M-14 Hop Step Japan
18. M-15 Yellow Bus
19. M-16 ミツバチ
20. M-17 チャンピオン
21. M-18 History V
22. EN-1 天真RUNマン
23. EN-2 二つ星 遊turing かりゆし58
24. EN-3 銀座線
25. EN-4 ひまわり
26. EN-5 みんなのうた
27. ENDING

特典映像：Making of LIVE TOUR 2017 遊助祭「星」 〜あの‥星に願いを込めたんですケド。〜